# Renaud Lavillenie
Renaud Lavillenie, född 18 september 1986 i Barbezieux-Saint-Hilaire i Charente, är en fransk friidrottare som tävlar i stavhopp. Han vann guld vid OS 2012 i London och är trefaldig europamästare efter segrar både 2010, 2012 och 2014. 15 februari 2014 satte han nytt inomhusvärldsrekord med 6,16 m, 1 cm högre än Sergej Bubkas dåvarande rekord från 1993.
Hans yngre bror, Valentin Lavillenie, är också en duktig stavhoppare.

## Karriär
Lavillenies genombrott kom när han 2009 vann guld vid inomhus-EM i Turin efter ett hopp på 5,81 meter. Vid Europeiska lagmästerskapen i friidrott 2009 i Leiria hoppade han 6,01 meter vilket var nytt personligt rekord och gjorde att han tillhör de sjutton stavhoppare som klarat den magiska gränsen 6 meter. 
Vid EM i Barcelona 2010 vann Lavillenie sin första utomhustitel. Vid EM 2012 i Helsingfors försvarade han sitt EM-guld, och samma sommar tog han OS-guld i London.
Den 15 februari 2014 satte Lavillenie vid tävlingar i ukrainska Donetsk ett nytt världsrekord i stavhopp. Med 6,16 m, taget i första försöket, slog han Bubkas nästan 21 år gamla inomhusrekord på 6,15 m. En av gratulanterna var den tidigare världsrekordhållaren Sergej Bubka, som innehade rekordet (6,14 m, satt 1994).
Lavillenies världsrekord kom efter en mycket formstark period. Han hoppade tre veckor tidigare 6,04 och veckan efter 6,08. Vid tävlingarna i Donetsk tog Lavillienie 6,01 först i tredje försöket. Trots detta valde han att försöka på världsrekordhöjden 6,16 i sitt nästa hopp och tog höjden i första försöket.